# 西村乙嗣
西村 乙嗣（にしむら おとじ、1900年（明治33年）12月17日 - 1987年（昭和62年）10月31日）は、大日本帝国陸軍軍人。最終階級は陸軍少将。

## 経歴
佐賀県出身。1921年（大正10年）7月、陸軍士官学校第33期卒業。1931年（昭和6年）陸軍大学校第43期を優等で卒業。
駐米武官補佐官、陸軍省軍務局戦備課高級課員を経て、1941年（昭和16年）3月、陸軍大佐に進む。同年5月、北支那方面軍第4課長に補され、支那事変に出征する。大東亜戦争に入ると陸軍兵器行政本部総務部庶務課長から第16軍軍政監部総務部長に補され、ジャワに赴任した。1945年（昭和20年）6月、陸軍少将に進んだ。
1948年（昭和23年）1月31日、公職追放仮指定を受けた。